# Станіславув (гміна Вежбиця)
Станіславув (пол. Stanisławów) — село в Польщі, у гміні Вежбиця Радомського повіту Мазовецького воєводства.
Населення — 139 осіб (2011).
У 1975-1998 роках село належало до Радомського воєводства.

## Демографія
Демографічна структура станом на 31 березня 2011 року:
|          | Загалом | Допрацездатний вік | Працездатний вік | Постпрацездатний вік |
| -------- | ------- | ------------------ | ---------------- | -------------------- |
| Чоловіки | 75      | 21                 | 48               | 6                    |
| Жінки    | 64      | 14                 | 37               | 13                   |
| Разом    | 139     | 35                 | 85               | 19                   |